# ادمون باولين
إدمون باولين (بالفرنسية: Edmond Paulin)‏ هو مهندس معماري فرنسي، ولد في 10 سبتمبر 1848 في باريس في فرنسا، وتوفي بنفس المكان في 27 نوفمبر 1915. اشتهر في شبابه بإعادة تشييده حمامات دقلديانوس. درَّس باولين في المدرسة الوطنية للفنون الجميلة، وقام بتصميم أجنحة لمعرضين عالميين.